# 戦場からの脱出
『戦場からの脱出』（原題：Rescue Dawn）は、2007年のアメリカ映画。

## 概要
ベトナム戦争下で捕虜となった米軍パイロット、ディーター・デングラー（en:Dieter Dengler)の実話を基にした作品。
トロント国際映画祭やモスクワ映画祭などで上映。アメリカでは当初2006年12月公開予定だったが、2007年7月に変更となった。
日本では2009年6月にDVD発売・レンタルとなった。

## キャスト
| 役名                           | 俳優                 | 日本語吹替 |
| ------------------------------ | -------------------- | ---------- |
| ディーター・デングラー中尉     | クリスチャン・ベール | 檀臣幸     |
| ドウェイン・W・マーティン      | スティーヴ・ザーン   | 村治学     |
| ジーン・デブルーイン           | ジェレミー・デイビス | 小森創介   |
| ユック・チュウ・トゥオ（Y.C.） | ガレン・ユエン       | 岩崎ひろし |
| 分隊長                         | ザック・グルニエ     | 立川三貴   |
| ウィロビー提督                 | マーシャル・ベル     |            |
| スプーク                       | トビー・ハス         | 落合弘治   |
| ファーカス                     | GQ                   |            |
| ノーマン                       | パット・ヒーリー     |            |
| パイロット                     | エヴァン・ジョーンズ |            |
| 州知事                         | フランソワ・チャウ   |            |

- その他日本語吹き替え

辻親八、石井隆夫、三上哲、大窪晶、相原嵩明、渡辺浩司、黒澤剛史、細越みちこ